# David M. Halperin
David M. Halperin (Chicago, 1952. április 2. –) amerikai irodalomtudós, klasszika-filológus, történész a University of Michigan professzora.
Halperin a queerelmélet egyik legjelentősebb képviselője, kutatási területe az ókori szexualitás. Műveiben amellett érvel, hogy a homoszexualitás fogalma nem alkalmazható az ókori szexualitás kapcsán, mivel az amit ma homoszexualitás alatt értünk, elválaszthatatlanul kapcsolódik a modernitáshoz. Halperin nem azt állítja, hogy az ókorban nem létezett az azonos neműek közti szexuális kapcsolat, hanem hogy az ókori emberek számára egészen mást jelentett az ilyen szexuális kapcsolat, mint a mai homoszexuálisok számára.

## Fontosabb művei
- One Hundred Years of Homosexuality and other essays on Greek Love (Routledge, 1990) ISBN 0415900972
- The Lesbian and Gay Studies Reader (Routledge, 1993) ISBN 0415905192
- Saint Foucault: Towards a Gay Hagiography (Oxford University Press, 1995) ISBN 0195093712
- How to Do the History of Homosexuality (University of Chicago Press, 2002) ISBN 0226314472